# Visão Jurídica
Visão Jurídica é uma revista mensal brasileira publicada pela Editora Escala e direcionada a advogados e estudantes em final de curso. Traz informações e reflexões sobre o universo das Leis e do Direito através de matérias, entrevistas, notas e artigos. Sua publicação iniciou em 2006.

## Conteúdo
Além da abordagem de diversas questões de interesse aos profissionais da área, são encontrados também simulados do exame da OAB e de concursos públicos, com dicas e gabaritos, além de testes para quem vai ingressar na carreira ou mesmo para aqueles que querem avaliar seus conhecimentos.
Possui dicas e notícias relacionadas ao direito no cinema (seção "Por que Ver"), na literatura (seção "Por que Ler"), história do Direito (seção "Páginas da História"), Direito digital (seção "Gestão de Risco") e a seção Business.